# お姉ちゃんの翠くん
『お姉ちゃんの翠くん』（おねえちゃんのみどりくん）は、目黒あむによる日本の漫画作品。『別冊マーガレット』（集英社）2022年4月号から連載されている。
2024年、「全国書店員が選んだおすすめコミック2024」にてPick up作品に選出。2025年3月時点で累計部数が115万部を突破している。

## あらすじ
女子高生の咲苗 翠（さなえすい）が、姉の彼氏である大学生の雪代 翠（ゆきしろみどり）に、家庭教師をしてもらう事になる。最初は翠（みどり）に苦手意識を持っていたが、今まで気付いていなかった彼の側面に心を惹かれていくラブストーリー。

## 登場人物
声は、2023年のボイスコミック及びPVの担当声優。2024年に開催されたボイスコミックライブの担当声優は#ボイスコミックライブを参照。
咲苗 翠（さなえ すい）
声 - 鬼頭明里
本作の主人公。意地っ張りな性格で、菖からはツンデレと言われる。しかし、絡まれている友達のもとへ駆けつけるなど、友達想いな一面も。姉である桃のことを好いており、「姉を傷つけたくない」という理由から、翠（みどり）への恋心を秘めている。
雪代 翠（ゆきしろ みどり）
声 - 八代拓
桃の彼氏。大学生。テレビ局に勤める彼女の桃を、応援している。自身のインスタで、飼っているハムスターの写真を投稿することが日課。
水川 菖（みずかわ あやめ）
声 - 千葉翔也
翠（スイ）の幼馴染。2次元おたくで、特にギャルゲーを好んでいる。小6の弟がいる。
咲苗 桃（さなえ もも）
声 - 鬼頭明里
翠（スイ）の姉で翠（みどり）の彼女。テレビ局に勤めており、大人気ドラマ「がずやとみわ」の製作チームに入ることが夢。

## 書誌情報
- 目黒あむ 『お姉ちゃんの翠くん』 集英社 〈マーガレットコミックス〉、既刊9巻（2025年7月25日現在）
  1. 2022年7月25日発売[6][7]、ISBN 978-4-08-844669-1
  2. 2022年11月25日発売[8]、ISBN 978-4-08-844702-5
  3. 2023年4月25日発売[9]、ISBN 978-4-08-844742-1
  4. 2023年8月24日発売[10]、ISBN 978-4-08-844797-1
  5. 2024年1月25日発売[11]、ISBN 978-4-08-844865-7
  6. 2024年5月23日発売[12]、ISBN 978-4-08-843009-6
  7. 2024年11月25日発売[13]、ISBN 978-4-08-843062-1
  8. 2025年3月25日発売[14]、ISBN 978-4-08-843117-8
  9. 2025年7月25日発売[15]、ISBN 978-4-08-843158-1

## ボイスコミックライブ
集英社のマーガレット＆別冊マーガレット創刊60周年記念企画として、ヒューマックスエンタテインメントにより、漫画を映画館のスクリーンに映し出し、声優がライブで声をあてる「ボイスコミックライブ」を2024年5月11日、12日、18日、6月9日に池袋HUMAXシネマズにて開催。演目となる作品は計4作品で、本作も含まれ、5月11日・12日に行われる『公演A「一筋縄ではいかない恋特集」』にて「ピンクとハバネロ」と同時上演で、昼夜公演が行われた。
| 役名   | 5月11日    | 5月11日  | 5月12日  | 5月12日  |
| 役名   | 昼公演     | 夜公演   | 昼公演   | 夜公演   |
| ------ | ---------- | -------- | -------- | -------- |
| 咲苗翠 | 山下七海   | 山下七海 | 日笠陽子 | 日笠陽子 |
| 雪代翠 | 西山宏太朗 | 今井文也 | 伊東健人 | 村瀬歩   |